# Affaire Pierre-Alain Cottineau
Le texte peut changer fréquemment, n’est peut-être pas à jour et peut manquer de recul. 
Le titre et la description de l'acte concerné reposent sur la qualification juridique retenue lors de la rédaction de l'article et peuvent évoluer en même temps que celle-ci.
L′affaire Pierre-Alain Cottineau est une affaire de viols sur mineurs et de tortures pédocriminelles infligées à des enfants de moins de six ans confiés à Pierre-Alain Cottineau par l'Aide sociale à l'enfance, dont au moins une fillette handicapée, à son domicile d'Oudon en Loire-Atlantique.

## Profil du suspect principal
Pierre-Alain Cottineau est né vers 1992 à Oudon dans l'agglomération d'Ancenis où il réside. Père de famille, il milite pour les droits des lesbiennes, gays, bisexuels et transgenres (LGBT) et crée l'association « Esprit Arc-en-ciel » (Esac). Il crée également l'association « Oudon solidarité et entraide » en 2021 et s'engage contre le harcèlement scolaire. Il intègre également une association locale de lutte contre les violences conjugales et intrafamiliales en distribuant notamment des violentomètres,.
Il exerce dans un premier temps comme aide-soignant, puis devient famille relais et assistant maternel pendant une dizaine d'années et enfin assistant familial, grâce à son agrément par le département de Loire-Atlantique obtenu en décembre 2023. Dès lors, il reçoit à son domicile des enfants placés par l'aide sociale à l'enfance (ASE) pour des séjours plus ou moins longs, de quelques jours à quelques mois. Il demande explicitement à n'accueillir que des enfants de moins de six ans.
Il est aussi un militant actif du mouvement La France insoumise et se présente comme candidat suppléant lors des élections départementales de 2021 en Loire-Atlantique sur un programme orienté en protection de l'enfance,.
En 2007, Pierre-Alain Cottineau alors âgé de 15 ans, aurait commis une agression sexuelle contre un enfant de 4 ans, sans faire alors l'objet de poursuites judiciaires : les faits ont été signalés à la MAM par la mère des deux garçons qui étaient gardés par la mère de Cottineau alors assistante maternelle. 
Selon certaines personnes qui le côtoyaient, son profil de personnalité locale engagée est jugé « déconcertant » pour un violeur pédocriminel ; elles témoignent n'avoir jamais eu de soupçons le concernant,,,.

## Interpellation
Pierre-Alain Cottineau est confondu grâce à une vidéo de viol pédocriminel sur laquelle apparaît le visage d'une fillette de trois ou quatre ans portant une sonde gastrique, qui était alors placée à son domicile,. En effet, huit jours après la diffusion du portrait de la fillette, elle est identifiée par une école maternelle de Couffé, ce qui permet de remonter jusqu'à Cottineau,. Alors qu'il a été identifié par la police, il s'enfuit en Tunisie. Il est arrêté le 23 septembre 2024 à l'aéroport de Nantes-Atlantique, à son retour de Tunisie,.
Il est immédiatement placé en garde à vue, puis mis en examen pour viols sur mineur avec actes de tortures infligés à une fillette handicapée de 4 ans qu'il hébergeait à son domicile, ainsi que pour traite d'êtres humains en bande organisée. Il reconnaît une partie des faits et avoue avoir des « pulsions pédophiles » depuis plusieurs années.
Par la suite, des révélations précises et sordides de ses implications dans l'affaire arrivent progressivement.

## Vidéos et réseau pédocriminel
En juillet 2025, l'enquête le concernant révèle qu'il est vraisemblablement à la tête d'un réseau pédocriminel et a plusieurs complices,. Pierre-Alain Cottineau est vraisemblablement administrateur d'une boucle Telegram dans laquelle il partage des vidéos de viols pédocriminels filmées à son domicile, et communique avec d'autres pédocriminels (au moins quatre hommes dont deux récidivistes) en leur proposant de mettre « à disposition » des enfants pour commettre sur eux des viols ou des agressions sexuelles,,.
Les vidéos mises en ligne par Pierre-Alain Cottineau sur le Darknet indiquent qu’il commet des viols en série, avec tendances sadiques et recours à la soumission chimique,. L'une des victimes est un nourrisson de moins de six mois,, qui avait été placé chez Cottineau au début de l'année 2024 à trois mois. Le nombre de victimes potentielles identifiées au stade d'avril 2025 de l'enquête est de cinq ou six.

## Réactions
À la suite de son interpellation, il est exclu en octobre 2024 de La France insoumise. Le coordinateur national du mouvement Manuel Bompard annonce auprès de l'AFP exclure sans délai Pierre-Alain Cottineau après sa mise en examen pour viol.